# George Shima
George Shima (1864-1926), entrepreneur californien d'origine japonaise, fut le premier millionnaire Nippo-Américain. À une époque, il produisait 85 % de la récolte de pommes de terre de Californie, ce qui lui valut d'être surnommé « The Potato King » (le roi de la pomme de terre).
Né sous le nom de Kinji Ushijima (牛島 謹爾, Ushijima Kinji) à Kurume, province de Chikugo au Japon, il entra en cours préparatoire à l'École commerciale de Tokyo (l'actuelle université Hitotsubashi), mais rata l'examen d'entrée. Il émigra à San Francisco en 1889, bien décidé à apprendre l'anglais, la matière qui lui avait donné le plus de fil à retordre lors de l'examen.
À son arrivée, il prit le nom de George Shima. Il travailla d'abord comme employé de maison à San Francisco, puis pendant un certain temps comme ouvrier agricole dans le delta du Sacramento. Rapidement, il se lança dans les affaires en commençant par placer des ouvriers agricoles japonais auprès des agriculteurs blancs. Vers la fin des années 1890, il loua des terres et commença ses propres exploitations agricoles. Il eut assez de réussite pour pouvoir acheter des terres marécageuses bon marché (que les agriculteurs américains blancs considéraient comme inexploitables) dans le delta du San Joaquin. Après avoir drainé et endigué ces terrains, il constata que les pommes de terre poussaient le mieux dans ce type de sol, et utilisant les techniques du management d'entreprise et les plus récentes machines agricoles, il commença à envahir le marché des pommes de terre. En 1913, il avait 113 km² en production et à partir de 1920, sa marque « Shima Fancy » détenait 85 % de part de marché, estimée à plus de 18 millions de dollars de l'époque (soit 191,46 millions de dollars de 2009).
Cependant, sa réussite commerciale ne le mit pas à l'abri du racisme. En 1909, alors qu'il tentait d'acheter une maison à Berkeley, les agents immobiliers et  autres propriétaires s'y opposèrent vivement. Bien qu'il fût visé par des titres de journaux tels que « Péril jaune à College Town », Shima s'activa dans la communauté, faisant un don de 500 $ à la Young Men's Christian Association locale, et prit progressivement le dessus sur ses voisins. L'opposition qu'il rencontra le porta même à devenir, la même année, le premier président de la Japanese Association of America et à combattre, sans succès, l'adoption d'une loi, le California Alien Land Law of 1913, qui visait à empêcher les Asiatiques d'acheter des terres.
En 1926, lors d'un voyage d'affaires à Los Angeles, il mourut des suites d'un accident vasculaire cérébral. Le même jour,  l'empereur du Japon le décora de l'Ordre du Soleil levant.
Lors de ses funérailles, David Starr Jordan, président de l'université Stanford, et James Rolph, maire de San Francisco, portèrent son cercueil.
Le Shima Center au San Joaquin Delta College rend hommage à son œuvre. Yoshinobu Hirotsu, originaire comme lui de Kurume, collecta plusieurs centaines de milliers de yens pour ériger une statue grandeur nature de Shima dans un parc de la ville en 1999.